# Ctenochasmatoidea
De Ctenochasmatoidea zijn een groep uitgestorven pterosauriërs die behoorden tot de Pterodactyloidea.
Een superfamilie Ctenochasmatoidea werd in 1928 impliciet benoemd door Franz Nopcsa door de Ctenochasmatidae te benoemen. De eerste die naam werkelijk gebruikte was David Unwin in 1995 voor een klade.
In 2003 gaf Unwin een definitie van die klade: de groep bestaande uit de laatste gemeenschappelijke voorouder van Cycnorhamphus suevicus en Pterodaustro guinazui, en al zijn afstammelingen. Unwin gaf de volgende synapomorfieën, gedeelde nieuwe eigenschappen: het quadratum ligt bijna plat; het squamosum ligt lager dan het lacrimale uitsteeksel van het jukbeen; de condylus occipitalis is naar beneden georiënteerd. De hele achterkant van de schedel is dus naar beneden gedraaid, zodat hij een grotere hoek met de nek maakt.
Volgens de kladistische analyse van Unwin zijn de Ctenochasmatoidea deel van de Lophocratia, samen met de Dsungaripteroidea en de Azhdarchoidea. Volgens de analyse echter van Alexander Kellner maken de soorten die bij Unwin de Ctenochasmatoidea vormen: de Ctenochasmatidae, de Lonchodectidae en Pterodactylus, grotendeels deel uit van de meest basale klade in de Pterodactyloidea: de Archaeopterodactyloidea en is Unwins Ctenochasmatoidea dus overbodig.
In ieder geval ontstond de klade al in het Jura en bestond ze nog in het late Krijt

## Stamboom
Een stamboom van de groep volgens Unwin vormt dit kladogram:
|                  | Pterodactylus                                                       |
|                  |                                                                     |
|                  | Lonchodectes                                                        |
|                  |                                                                     |
| Ctenochasmatidae | \| \| Gnathosaurinae \| \| \| \| \| \| Ctenochasmatinae \| \| \| \| |
|                  | \| \| Gnathosaurinae \| \| \| \| \| \| Ctenochasmatinae \| \| \| \| |
|                  | Gnathosaurinae                                                      |
|                  |                                                                     |
|                  | Ctenochasmatinae                                                    |
|                  |                                                                     |

|  | Gnathosaurinae   |
|  |                  |
|  | Ctenochasmatinae |
|  |                  |

|                  | Pterodactylus                                                       |
|                  |                                                                     |
|                  | Lonchodectes                                                        |
|                  |                                                                     |
| Ctenochasmatidae | \| \| Gnathosaurinae \| \| \| \| \| \| Ctenochasmatinae \| \| \| \| |
|                  | \| \| Gnathosaurinae \| \| \| \| \| \| Ctenochasmatinae \| \| \| \| |
|                  | Gnathosaurinae                                                      |
|                  |                                                                     |
|                  | Ctenochasmatinae                                                    |
|                  |                                                                     |

|  | Gnathosaurinae   |
|  |                  |
|  | Ctenochasmatinae |
|  |                  |